# Зворотне словотворення
Зворотне словотворення або редеривація — виникнення слова шляхом інтерпретації слова як похідного і розбиття їх у морфеми у зв'язку з переосмисленням і семантичним зближенням з іншими словами, наприклад що веде до відокремлення з нього хибного афікса.

## Приклади
Голландське слово zondek, утворене як zon («сонце») + dek («покрив»), було переінтерпретоване як зонтик = зонт + -ик, і після відділення хибного зменшувально-пестливого суфікса -ик з'явилося слово зонт. Зворотне словотворення часто використовує перерозподіл за допомогою народної етимології.
Слово коляска, запозичення з пол. kolaska, що походить від італ. calesse у російській мові стало ряд «колесо», «колія» тощо і отримало корінь «кол».